# Fabricio Coloccini
Fabricio Tomás Coloccini (22 de enero de 1982, Alta Gracia, Córdoba, Argentina) es un exfutbolista y actual entrenador argentino. Jugaba como defensa central. 

## Biografía
Surgido de las divisiones inferiores de Argentinos Juniors, llegó a Boca Juniors junto con otros juveniles en julio de 1998. El 19 de junio de 1999 debutó ante Unión de Santa Fe, anotando un gol. Ese fue su único partido en Boca, ya que su padre Osvaldo Coloccini presionó para quedarse con el pase en su poder y así se fue a jugar al Milán de Italia en 2000.
En 2001 pasó a préstamo por seis meses a San Lorenzo de Almagro, club del cual confesó ser hincha. En este lapso fue figura del equipo campeón dirigido por Manuel Pellegrini. Ese mismo año se marchó cedido al Deportivo Alavés. Con este equipo debutó en la Primera División española el 26 de agosto de 2001 en el partido Tenerife 0:2 Alavés. En la temporada 2002-03 se marchó a jugar al Atlético de Madrid. Al año siguiente jugó para el Villarreal Club de Fútbol, equipo que ese año participó en la Copa de la UEFA.
En 2004 regresó al AC Milan de la Serie A de Italia, donde casi no jugó. A mitad de temporada el Deportivo de La Coruña lo fichó por un importe de 3 millones de euros. En la temporada 2007-08 destacó como titular indiscutible en el conjunto herculino ya que, además de realizar muy buenas actuaciones, logró disputar todos los minutos de todos los partidos de la temporada (3420 minutos en 38 partidos). En esta temporada logró anotar 4 goles.
En 2008 fue traspasado por el club coruñés al Newcastle de la Liga Premier inglesa por un total de 16 millones de euros (12 más 4 en concepto de comisiones). En el club inglés disputó 7 temporadas, mayormente como titular, incluyendo un descenso en la temporada 2008-09 y un título de la segunda división un año más tarde.
En junio de 2016 regresó a San Lorenzo luego de 14 años en el exterior.
En junio de 2021 llega a Aldosivi por pedido expreso del entrenador Fernando Gago. El 29 de diciembre de 2021, anunció su retiro como jugador de fútbol.

## Selección nacional
Jugó para la selección de fútbol de Argentina en treinta y seis ocasiones. Su debut como internacional se produjo el 30 de abril de 2003, en el partido Libia 1-3 Argentina.
Ganó la Medalla de oro en Fútbol en los Juegos Olímpicos de Atenas 2004. También formó parte del plantel subcampeón de la Copa Confederaciones 2005, y en 2006 formó parte de la lista de convocados del entrenador José Pekerman para asistir a la Copa del Mundo disputada en Alemania.

### Participaciones en Torneos internacionales
| Mundial                         | Sede      | Resultado        | Partidos | Part. titular | Goles |
| ------------------------------- | --------- | ---------------- | -------- | ------------- | ----- |
| Sudamericano Sub-20 2001        | Ecuador   | Subcampeón       | 6        | 6             | 0     |
| Copa Mundial Sub-20 2001        | Argentina | Campeón          | 6        | 6             | 2     |
| Copa América 2004               | Perú      | Subcampeón       | 3        | 3             | 0     |
| Juegos Olímpicos de Atenas 2004 | Atenas    | Medalla de Oro   | 6        | 6             | 0     |
| Copa Confederaciones 2005       | Alemania  | Subcampeón       | 5        | 5             | 0     |
| Copa Mundial 2006               | Alemania  | Cuartos de final | 2        | 1             | 0     |

### Goles
| Argentina Absoluta |                         |                                                  |                |                   |                 |                                 |
| #                  | Fecha                   | Lugar                                            | Rival          | Resultado parcial | Resultado final | Competición                     |
| 1.                 | 4 de septiembre de 2004 | Estadio Monumental de Lima, Lima, Perú           | Perú           | 2–1               | 3–1             | Clasificación Copa Mundial 2006 |
| Argentina Sub-20   |                         |                                                  |                |                   |                 |                                 |
| #                  | Fecha                   | Lugar                                            | Rival          | Resultado parcial | Resultado final | Competición                     |
| 1.                 | 20 de junio de 2001     | Estadio José Amalfitani, Buenos Aires, Argentina | Egipto Sub-20  | 3–1               | 7–1             | Copa Mundial de Fútbol Sub-20   |
| 2.                 | 23 de junio de 2001     | Estadio José Amalfitani, Buenos Aires, Argentina | Jamaica Sub-20 | 1–0               | 5–1             | Copa Mundial de Fútbol Sub-20   |

## Estadísticas

### Como jugador

#### En clubes
| Boca Juniors Argentina | 1.ª                 | 1999                | 1   | 1  | —  | — | —  | — | 1   | 1  |
| AC Milan · Italia | 1.ª                 | 1999-00             | —   | —  | —  | — | —  | — | 0   | 0  |
| AC Milan · Italia | 1.ª                 | 2000                | —   | —  | —  | — | —  | — | 0   | 0  |
| San Lorenzo Argentina | 1.ª                 | 2001                | 19  | 3  | —  | — | —  | — | 19  | 3  |
| Deportivo Alavés · España | 1.ª                 | 2001-02             | 33  | 6  | 1  | 0 | —  | — | 34  | 6  |
| Atlético de Madrid · España | 1.ª                 | 2002-03             | 27  | 0  | 3  | 1 | —  | — | 30  | 1  |
| Villarreal CF · España | 1.ª                 | 2003-04             | 31  | 1  | 3  | 0 | 14 | 0 | 48  | 1  |
| AC Milan · Italia | 1.ª                 | 2004                | 1   | 0  | 3  | 0 | 1  | 0 | 5   | 0  |
| Deportivo La Coruña · España | 1.ª                 | 2005                | 15  | 1  | —  | — | —  | — | 15  | 1  |
| Deportivo La Coruña · España | 1.ª                 | 2005-06             | 26  | 0  | 6  | 0 | —  | — | 32  | 0  |
| Deportivo La Coruña · España | 1.ª                 | 2006-07             | 26  | 0  | 2  | 0 | —  | — | 28  | 0  |
| Deportivo La Coruña · España | 1.ª                 | 2007-08             | 38  | 3  | 1  | 0 | —  | — | 39  | 3  |
| Deportivo La Coruña · España | Total club          | Total club          | 105 | 4  | 9  | 0 | 0  | 0 | 114 | 4  |
| Newcastle United Inglaterra | 1.ª                 | 2008-09             | 34  | 0  | 4  | 0 | —  | — | 38  | 0  |
| Newcastle United Inglaterra | 2.ª                 | 2009-10             | 37  | 2  | 3  | 0 | —  | — | 40  | 2  |
| Newcastle United Inglaterra | 1.ª                 | 2010-11             | 35  | 2  | 2  | 0 | —  | — | 37  | 2  |
| Newcastle United Inglaterra | 1.ª                 | 2011-12             | 35  | 0  | 4  | 1 | —  | — | 39  | 1  |
| Newcastle United Inglaterra | 1.ª                 | 2012-13             | 22  | 0  | 1  | 0 | 7  | 0 | 30  | 0  |
| Newcastle United Inglaterra | 1.ª                 | 2013-14             | 27  | 0  | 1  | 0 | —  | — | 28  | 0  |
| Newcastle United Inglaterra | 1.ª                 | 2014-15             | 32  | 1  | 4  | 0 | —  | — | 36  | 1  |
| Newcastle United Inglaterra | 1.ª                 | 2015-16             | 26  | 1  | 1  | 0 | —  | — | 27  | 1  |
| Newcastle United Inglaterra | Total club          | Total club          | 248 | 6  | 20 | 1 | 7  | 0 | 275 | 7  |
| San Lorenzo Argentina | 1.ª                 | 2016-17             | 12  | 0  | 4  | 0 | 4  | 0 | 20  | 0  |
| San Lorenzo Argentina | 1.ª                 | 2017-18             | 13  | 0  | 4  | 0 | 2  | 0 | 19  | 0  |
| San Lorenzo Argentina | 1.ª                 | 2018-19             | 13  | 0  | 1  | 0 | 3  | 0 | 17  | 0  |
| San Lorenzo Argentina | 1.ª                 | 2019-20             | 16  | 0  | 5  | 0 | 8  | 0 | 29  | 0  |
| San Lorenzo Argentina | 1.ª                 | 2021                | 1   | 0  | 1  | 0 | 2  | 0 | 4   | 0  |
| San Lorenzo Argentina | Total club          | Total club          | 74  | 3  | 15 | 0 | 19 | 0 | 108 | 3  |
| CA Aldosivi Argentina | 1.ª                 | 2022                | 20  | 0  | —  | — | —  | — | 20  | 0  |
| Total en su carrera | Total en su carrera | Total en su carrera | 540 | 21 | 54 | 2 | 41 | 0 | 635 | 23 |
| (1) Incluye datos de Copa del Rey (2001-08); Copa Italia (2004); Copa de la Liga de Inglaterra (2008-16); FA Cup (2008-16) y Copa Argentina (2016-act). (2) Incluye datos de Copa de la UEFA / UEFA Europa League (2003-13); Copa Intertoto de la UEFA (2003-08); Liga de Campeones de la UEFA (2004); Copa Sudamericana (2016, 2018 y 2021) y Copa Libertadores de América (2017-20). |                     |                     |     |    |    |   |    |   |     |    |

#### Selección
| Selección | Temporada     | Amistosos | Amistosos | Sudamérica(1) | Sudamérica(1) | Mundial(2) | Mundial(2) | Total | Total | Media goleadora |
| Selección | Temporada     | Part.     | Goles     | Part.         | Goles         | Part.      | Goles      | Part. | Goles | Media goleadora |
| --- | ------------- | --------- | --------- | ------------- | ------------- | ---------- | ---------- | ----- | ----- | --------------- |
| Sub-20 Argentina | 2001          | —         | —         | 6             | 0             | 6          | 2          | 12    | 2     | 0,17            |
| Sub-20 Argentina | Total         | 0         | 0         | 6             | 0             | 6          | 2          | 12    | 2     | 0,17            |
| Olímpica Argentina | 2004          | —         | —         | —             | —             | 6          | 0          | 6     | 0     | 0,00            |
| Olímpica Argentina | Total         | 0         | 0         | 0             | 0             | 6          | 0          | 6     | 0     | 0,00            |
| Adulta Argentina | 2003          | 3         | 0         | —             | —             | —          | —          | 3     | 0     | 0,00            |
| Adulta Argentina | 2004          | 2         | 0         | 6             | 1             | —          | —          | 8     | 1     | 0,13            |
| Adulta Argentina | 2005          | 2         | 0         | 4             | 0             | 5          | 0          | 11    | 0     | 0,00            |
| Adulta Argentina | 2006          | 2         | 0         | —             | —             | 2          | 0          | 4     | 0     | 0,00            |
| Adulta Argentina | 2007          | —         | —         | —             | —             | —          | —          | 0     | 0     | 0,00            |
| Adulta Argentina | 2008          | 3         | 0         | 3             | 0             | —          | —          | 6     | 0     | 0,00            |
| Adulta Argentina | 2009          | 1         | 0         | —             | —             | —          | —          | 1     | 0     | 0,00            |
| Adulta Argentina | 2010          | 1         | 0         | —             | —             | —          | —          | 1     | 0     | 0,00            |
| Adulta Argentina | 2011          | —         | —         | —             | —             | —          | —          | 0     | 0     | 0,00            |
| Adulta Argentina | 2012          | 1         | 0         | —             | —             | —          | —          | 1     | 0     | 0,00            |
| Adulta Argentina | 2013          | 3         | 0         | 1             | 0             | —          | —          | 4     | 0     | 0,00            |
| Adulta Argentina | Total         | 18        | 0         | 14            | 1             | 7          | 0          | 39    | 1     | 0,03            |
| Total carrera | Total carrera | 18        | 0         | 20            | 1             | 19         | 2          | 57    | 3     | 0,05            |
| (1)En Adulta Incluye los partidos de la Copa América 2004. (2)En sub-23 y Olímpica Incluye partidos en Juegos Olímpicos de 2004. En Adulta Incluye partidos de la Copa FIFA Confederaciones 2005. |               |           |           |               |               |            |            |       |       |                 |

#### Resumen estadístico
| Competición           | Partidos | Goles | Promedio |
| --------------------- | -------- | ----- | -------- |
| Primera División      | 503      | 19    | 0,03     |
| Segunda División      | 37       | 2     | 0,05     |
| Copas nacionales      | 54       | 2     | 0,03     |
| Copas internacionales | 41       | 0     | 0,00     |
| Selección sub-20      | 12       | 2     | 0,17     |
| Selección olímpica    | 6        | 0     | 0,00     |
| Selección adulta      | 39       | 1     | 0,03     |
| Total                 | 692      | 26    | 0.04     |

### Como entrenador

#### Selecciones
| Venezuela Sub-20 | 2022            | 3  | 1 | 1 | 1 | FG | - | - | - | - | - | - | - | - | - | 2 | 1 | 1 | 0 | 5  | 2 | 2 | 1 | 53.33% | 9  | 7  | +2 |
| Venezuela Sub-20 | 2023            | 9  | 2 | 2 | 5 | 6° | 0 | 0 | 0 | 0 | - | - | - | - | - | 0 | 0 | 0 | 0 | 9  | 2 | 2 | 5 | 29.63% | 6  | 15 | -9 |
| Total Selección  | Total Selección | 12 | 3 | 3 | 6 | -  | - | - | - | - | - | - | - | - | - | 2 | 1 | 1 | 0 | 14 | 4 | 4 | 6 | 38.09% | 15 | 22 | -7 |

#### Resumen estadístico
| Equipo            | País              | Periodo            | Periodo             | Totales | Totales | Totales | Totales | Totales     | Totales | Totales | Totales |
| Equipo            | País              | Desde              | Hasta               | PD      | PG      | PE      | PP      | Rendimiento | GF      | GC      | DG      |
| ----------------- | ----------------- | ------------------ | ------------------- | ------- | ------- | ------- | ------- | ----------- | ------- | ------- | ------- |
| Selección Sub-20  | Venezuela         | 1 de abril de 2022 | 10 de marzo de 2023 | 14      | 4       | 4       | 6       | 38.09%      | 15      | 22      | -7      |
| Consolidado Total | Consolidado Total | Consolidado Total  | Consolidado Total   | 14      | 4       | 4       | 6       | 38.09%      | 15      | 22      | -7      |

## Palmarés

### Torneos nacionales
| Título                       | Club             | Sede         | Año     |
| ---------------------------- | ---------------- | ------------ | ------- |
| Primera División             | Boca Juniors     | Buenos Aires | C-1999  |
| Primera División             | San Lorenzo      | Buenos Aires | C-2001  |
| Football League Championship | Newcastle United | Plymouth     | 2009/10 |

### Torneos internacionales
| Título                    | Club             | Sede       | Año  |
| ------------------------- | ---------------- | ---------- | ---- |
| Copa Mundial Juvenil      | Argentina Sub-20 | Argentina  | 2001 |
| Copa Intertoto de la UEFA | Villarreal CF    | Villarreal | 2003 |
| Juegos Olímpicos          | Argentina Sub-23 | Atenas     | 2004 |

### Distinciones individuales
| Distinción                                             | Año  |
| ------------------------------------------------------ | ---- |
| XI ideal de la La Liga según el ranking de Don Balón   | 2008 |
| XI ideal de La Liga según Uefa.com                     | 2008 |
| Integrante del equipo del año de la F. L. Championship | 2010 |
| Jugador del año en el Newcastle United                 | 2011 |
| Integrante del equipo del año de la Premier League     | 2012 |